# Maltersaat
Maltersaat ist ein altes Flächen- und Aussaatmaß. Es entspricht der Fläche, auf der man einen Malter Getreidesaat ausbringen konnte (in Osnabrück um 1500 ca. 1,4 ha). 
Getreide wurde breitwürfig ausgesät; zwischen den locker stehenden Halmen war dementsprechend Platz für mancherlei Unkräuter (z. B. Ackerhahnenfuß, Adonisröschen, Kornblume, Kornrade (giftig), Rittersporn, Taumellolch (giftig) u. a.). Dementsprechend waren die Ernteerträge mit dem 2,5 bis 3-fachen der Saatmenge nicht sehr hoch:
Säte man 1,6 bis zwei Doppelzentner Getreide, so konnte man zwischen 4 und 6 Doppelzentner pro ha ernten.